# Проезд Нансена
Проезд На́нсена  — улица Москвы в районе Свиблово Северо-Восточного административного округа.

## Происхождение названия
Назван в 1964 году в честь Фритьофа Нансена (1861—1930) — норвежского исследователя Арктики, учёного-зоолога, основателя новой науки — физической океанографии, политического деятеля, гуманиста, филантропа, лауреата Нобелевской премии мира за 1922 год.

## Расположение
Проезд Нансена проходит с севера на юг, начинаясь от Снежной улицы, пересекая Сибиряковскую улицу, Уржумскую улицу и проезд Серебрякова и заканчиваясь на съезде на СВХ.

## Учреждения и организации
- Дом 14 — коррекционная школа-интернат № 102

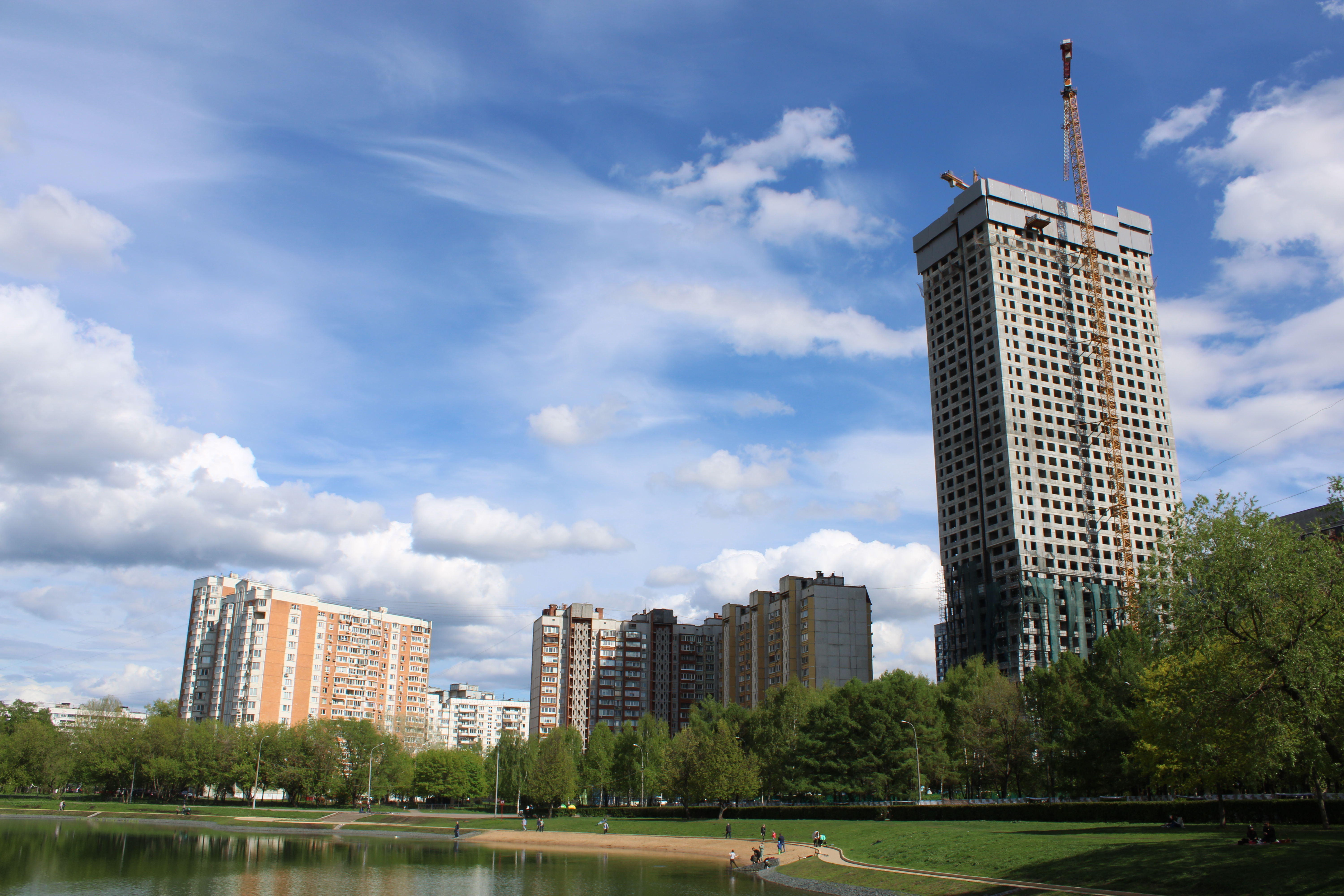
Слева — дома 3 и 5